# Ponte Gardena
Ponte Gardena (Waidbruck) é uma comuna italiana da região do Trentino-Alto Ádige, província de Bolzano, com cerca de 202 habitantes. Estende-se por uma área de 2,33 km², tendo uma densidade populacional de 86,6 hab/km². Faz fronteira com Barbiano, Castelrotto, Laion.
Era conhecida como Sublávio (Sublavio) durante o período romano.

## Demografia
| Variação demográfica do município entre 1861 e 2011                               |
|                                                                                   |
| Fonte: Istituto Nazionale di Statistica (ISTAT) - Elaboração gráfica da Wikipedia |